# Juan C. Muzzio
Juan Carlos Muzzio, född 1946, är en argentinsk astronom.
Minor Planet Center listar honom som J. C. Muzzio och som upptäckare av 2 asteroider.
Asteroiden 6505 Muzzio är uppkallad efter honom.

## Asteroider upptäckta av Juan C. Muzzio
| 3666 Holman | 19 april 1979 |
| 7372 Emimar | 19 april 1979 |